# Hydroptila callia
Hydroptila callia är en nattsländeart som beskrevs av Donald G. Denning 1948. Hydroptila callia ingår i släktet Hydroptila och familjen smånattsländor. Inga underarter finns listade i Catalogue of Life.